# ギャルとオタクはわかりあえない。
『ギャルとオタクはわかりあえない。』は、河合朗による日本の漫画。『月刊コミックキューン』（KADOKAWA）にて2015年10月号（創刊号）から2020年1月号まで連載された。略称は「ギャルオタ」。

## あらすじ
ギャル系女子の早乙女まりあは萌え系アイドル・TENの追っかけをするアイドルオタクであり、友人には「キモがられるから」という理由で秘密にしていたが、地味系女子の音無天音にばれてしまう。その後、いつものようにTENのライブに足を運んでいたまりあは偶然にもTENの正体が天音であることを知る。

## 登場人物
早乙女まりあ（さおとめ まりあ）
クラスでギャルグループに属している女子。実はアイドルオタクであり、萌え系アイドル・TENの隠れファンでもある。
音無天音（おとなし あまね）
クラスでは地味な女子。実は萌え系アイドル・TENである。

## 企画
2019年2月27日に本作を含む4作品の百合系漫画が同日発売されており、キューンではこれを記念して一部書店にて「『あなたの心をあたためる、ゆりめぐり』フェア」を開催した。

## 評価
ウェブサイト「moemee」は「自分が推しているアイドルが実はクラスメイトだった」という設定は珍しくないものの、それが女性同士なのは斬新だったと評している。
アニメ評論家の藤津亮太は早乙女まりあと音無天音の関係性について以下のように述べる。

## 書誌情報
- 河合朗 『ギャルとオタクはわかりあえない。』 KADOKAWA〈MFCキューンシリーズ〉、全5巻
  1. 2016年7月27日発売[5]、ISBN 978-4-04-068604-2
  2. 2017年4月27日発売[6]、ISBN 978-4-04-069163-3
  3. 2018年5月26日発売[7]、ISBN 978-4-04-069623-2
  4. 2019年2月27日発売[8]、ISBN 978-4-04-065483-6
  5. 2020年1月27日発売[9]、ISBN 978-4-04-064289-5